# Peter Rentsch (Historiker, Juni 1937)
Peter Rentsch (* 6. Juni 1937 in Glauchau; † 3. Juni 2014) war ein deutscher Historiker und Museumsleiter.

## Leben
Rentsch erlernte zunächst den Beruf eines Chemiefacharbeiters. Nach einer dreijährigen Ausbildung an der  Fachschule für Heimatmuseen in Weißenfels war er 1959 bis 1961 als Assistent am Zwickauer Museum unter der damaligen Leiterin Marianne Vater tätig. Er entschied sich jedoch 1962 für den Lehrerberuf. Seine Qualifikation als Fachlehrer für Geschichte mit Abschluss als Diplom-Historiker erlangte er 1967 an der Humboldt-Universität zu Berlin mit der Abschlussarbeit „Standortfaktoren der kapitalistischen Industrie im Hinblick auf die Stadtentwicklung in Zwickau“. Danach war er an verschiedenen Schulen in Zwickau wie der Dittes-Oberschule, der Erweiterten Oberschule „Gerhart Hauptmann“ und der Ziolkowski-Oberschule tätig. Zeitgleich engagierte er sich im Bereich der Volksbildung 10 Jahre lang in der Position des Fachberaters für Geschichte in der Stadt Zwickau.
Vom 1. April 1986 bis zum 20. April 1989 war er Direktor des Städtischen Museums Zwickau. Er wurde durch Forschungen und Veröffentlichungen zu regionalen Problemen der Klassenkonstituierung von Bourgeoisie und Proletariat bekannt.
Nach 1990 widmete er sich verstärkt der Heimatgeschichte im Umfeld seiner Heimatstadt Glauchau und dem sächsischen Schulalltag. Außerdem war er im Glauchauer Denkmalverein aktiv.

## Schriften
- Zur Entstehung des Proletariats im Zwickauer Steinkohlenrevier. In: Regionalgeschichtliche Beiträge aus dem Bezirk Karl-Marx-Stadt. Heft 7. Karl-Marx-Stadt 1986, S. 60–73.
- mit M. Löffler: Wie Zwickau Industriestadt wurde. Mit 28 historischen Abbildungen (Reproaufnahmen) von Industriebauten des 19. Jahrhunderts. Zwickau 1988.
- Die Glauchauer Friedhöfe. Glauchau 2012.
- Streiflichter aus dem sächsischen Schulalltag 1750-1930. Glauchau 2014.